# جورج روجرز كلارك فلويد
جورج روجرز كلارك فلويد (بالإنجليزية: George Rogers Clark Floyd)‏ هو سياسي أمريكي، ولد في 13 سبتمبر 1810 في الولايات المتحدة، وتوفي في 7 مايو 1895 في نفس البلد. انتخب مجلس مندوبين فرجينيا الغربية.